# Andrena alluaudi
Andrena alluaudi là một loài Hymenoptera trong họ Andrenidae. Loài này được Benoist mô tả khoa học năm 1961.